# Prosopocera plagifera
Prosopocera plagifera är en skalbaggsart som beskrevs av Aurivillius 1907. Prosopocera plagifera ingår i släktet Prosopocera och familjen långhorningar. Inga underarter finns listade i Catalogue of Life.